# Циммерман, Эберхард Август Вильгельм фон
Э́берхард А́вгуст Ви́льгельм фон Ци́ммерман (нем. Eberhard August Wilhelm von Zimmermann; 1743—1815) — немецкий географ, биолог и философ.

## Биография
Эберхард Август Вильгельм фон Циммерман изучал с 1761 по 1765 годы в университетах Лейдена, Галле и Гёттингена (возможно также Берлина, у Леонарда Эйлера), естествознание (медицину), философию, математику и географию. В Гёттингене Циммерман окончил свою учёбу публикацией работы по математике из области
исследований функций.
С 1766 года он преподавал в качестве профессора математики, физики и естествознания в Collegium Carolinum в Брауншвейге. Циммерман опубликовал несколько работ по естествознанию, среди них Geographische Geschichte des Menschen und der allgemein verbreiteten vierfüßigen Tiere (3 тома, 1778—1783), благодаря которой он стал известным. В 1778 году он стал членом-корреспондентом Академии наук в Гёттингене, в 1808 году Баварской академия наук (позднее и других Академий). В 1796 году ему был поднят статус имперского чина. С 1801 года Циммерман заканчивает преподавательскую деятельность, чтобы полностью посвятить себя публицистическим трудам.
Циммерман предпринимал поездки по Ливонии, России, Швеции и Дании, не использовав их однако для изучения распространения млекопитающих. Они служили ему больше для проведения естественнонаучных измерений и опытов. В 1775 году с помощью специального барометра во время поездки по Гарцу, он измерил высоту горной вершины Брокен. Дальнейшие поездки привели его в Англию, Францию, Италию и Швейцарию, где он собрал сведения о экономических отношениях и природных ресурсах.
С 1806 по 1807 годы Циммерман провёл в Альтоне, которая в то время принадлежала Королевству Дания. Он скончался после продолжительной болезни 4 июля 1815 года в возрасте 71 года в Брауншвейге.

## Заслуги
Эберхард Август Вильгельм фон Циммерман является основателем зоогеографии, которая была построена в основном на работах Жоржа-Луи Леклерка де Бюффона. Он является представителем переходного периода от классического естествознания к биологии как самостоятельной науке о жизни.

## Труды

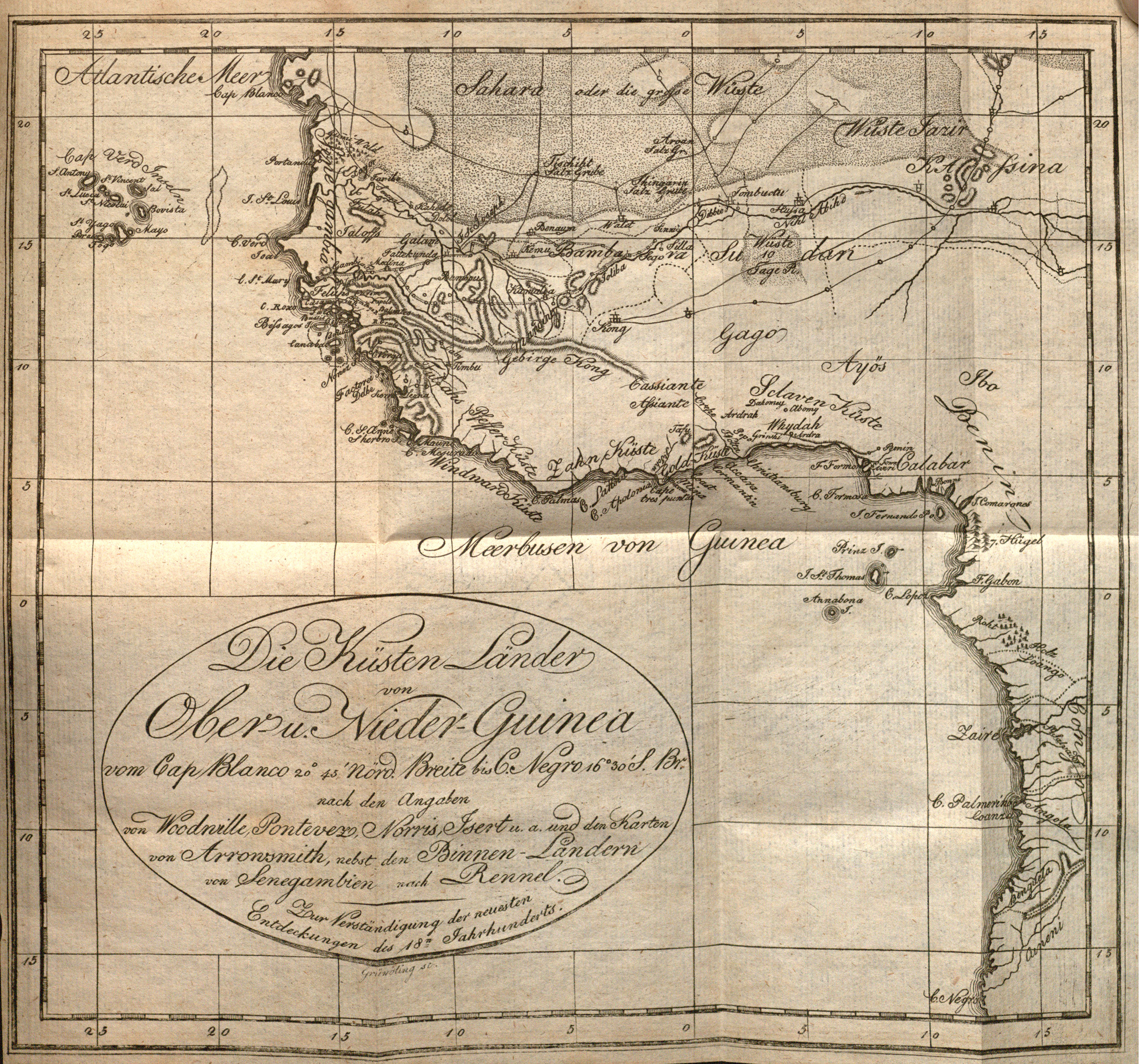
Zimmermann, Die Küsten Länder von Ober- u. Nieder-Guinea, 1802

- Geographische Geschichte des Menschen und der vierfüßigen Tiere, 3 Bde., Leipzig 1778—1783
- Über die Kompressibilität und Elastizität des Wassers, Leipzig 1779
- Frankreich und die Freistaaten von Nordamerika, Bd. 1, Berlin 1795
- Allgemeine Übersicht Frankreichs von Franz I bis auf Ludwig XVI., Berlin 1800 (Bd. 2 von Frankreich und die Freystaaten von 1795)
- Taschenbuch der Reisen, 12 Jahrgänge, Leipzig 1802—1813
- Die Erde und ihre Bewohner, 5 Bde., Leipzig 1810—1815